# Podhradní Lhota
Podhradní Lhota – gmina w Czechach, w powiecie Kromieryż, w kraju zlińskim. Według danych z dnia 1 stycznia 2012 liczyła 510 mieszkańców.
Miejscowość leży u podnóża Gór Hostyńskich, a na okolicznych wzgórzach znajdują się ruiny dwóch zamków.